# Shanghai-Express
Shanghai-Express ist ein US-amerikanischer Abenteuer- und Liebesfilm von Josef von Sternberg aus dem Jahr 1932. Gedreht in Hollywoods Pre-Code-Ära wurde er einer der größten Filmerfolge für die Hauptdarstellerin Marlene Dietrich. Die Handlung basiert auf einer 1931 veröffentlichten Kurzgeschichte von Harry Hervey.

## Handlung
Schauplatz ist der „Shanghai Express“, ein Schnellzug, der die Städte Peking und Schanghai verbindet; die Handlung spielt zur Zeit des chinesischen Bürgerkriegs. Die ersten Bilder des Films zeigen den Bahnhof von Peking, als die Passagiere den Zug besteigen und das Gepäck verladen wird. Auffälligste Erscheinung unter den Passagieren ist die geheimnisvolle Shanghai Lily, eine Abenteurerin und Kurtisane, die sich ein Abteil mit der Chinesin Hui Fei teilt. Ebenfalls an Bord ist der elegante britische Militärarzt Doc Harvey, der dem britischen Generalgouverneur in Schanghai durch eine Notoperation das Leben retten soll. Harvey und Lily, die sich früher „Magdalen“ nannte, hatten einige Jahre zuvor eine an Besessenheit grenzende Liebesbeziehung, die Harvey aus Eifersucht beendet hat. Aber Lily belehrt ihn: „It took more than one man to change my name to Shanghai Lily“. Die unerwartete Wiederbegegnung führt zu einem Wiederaufflammen der Gefühle.
Zu den weiteren Passagieren der ersten Klasse gehören der geheimnisvolle Mr. Henry Chang, der amerikanische Geschäftsmann Sam Salt, der puritanische britische Reverend Carmichael, der lungenkranke und zurückgezogene Eric Baum, der französische Major Lenard sowie die alte Dame Mrs. Haggerty, die eine Pension betreibt und ihren geliebten Hund bei sich hat. Unterwegs wird der Zug von Regierungstruppen angehalten, die den Spion Li Fung festnehmen. Bald nach seiner Weiterfahrt wird der Zug erneut gestoppt, diesmal von Rebellentruppen. Es stellt sich heraus, dass Henry Chang, der Mitreisende, der sich als eurasischer Kaufmann ausgegeben hat, ihr Kommandant ist. Da Chang einen Gefangenenaustausch plant, nimmt er Geiseln – darunter Harvey, der eine besonders wertvolle Geisel ist, da er die wichtige Operation durchführen muss – und bietet Lily ein Leben als Geliebte in seinem Palast an.
Lily verweigert sich Chang zunächst, doch dieser belästigt sie weiter. Daraufhin schlägt der von seinen Gefühlen übermannte Captain Harvey den Rebellenanführer nieder. Daraufhin will Chang Harvey blenden und ihm das Augenlicht für immer nehmen. Um dies zu verhindern, bietet sich Lily ihm nun als Geliebte an. Harvey fühlt sich dadurch erneut von Lily verraten. Chang wird schließlich von Hui Fei, die er zuvor vergewaltigt hat, erstochen, was zur Befreiung aller Passagiere des Shanghai Express führt. Lily steht nun wegen ihres angeblichen Seitensprunges mit Chang bei den anderen Passagieren in Misskredit. Nur Reverend Carmichael, der Lily für Captain Harvey beten sah, weiß von ihren edlen Motiven und versucht zwischen dem früheren Paar zu vermitteln. Sie bittet Carmichael jedoch, die Motive Harvey nicht zu verraten, da Liebe immer auch mit Vertrauen zu tun habe; und daran sei schon die frühere Beziehung der beiden gescheitert.
Am Bahnhof von Schanghai vertrauen sich Lily und Harvey schließlich wieder, obwohl Harvey ihre Motive noch immer nicht kennt. Sie lieben sich noch immer und wollen einen Neuanfang wagen.

## Produktion
Paramount kaufte die Geschichte um Shanghai-Lily Ende 1931, und das Studio war zunächst unschlüssig, ob Tallulah Bankhead oder Marlene Dietrich die Hauptrolle übernehmen soll. So führte die bekannte Journalistin Elizabeth Yeaman in ihrer Kolumne vom 1. September 1931 aus (mit einem interessanten Seitenhieb auf von Sternbergs schon damals bekannte, notorische Abneigung gegenüber gut geschriebenen Drehbüchern):

„Die Storys von Harry Hervey führen zu ähnlich heftigen Auseinandersetzungen wie die Abenteuergeschichten von Ursula Parrott einige Monate zuvor. Paramount hat eine mit dem Titel Shanghai Express gekauft, und jetzt versuchen die Verantwortlichen zu entscheiden, ob sie Tallulah Bankhead oder Marlene Dietrich verpflichten sollen. Beide sind exotisch und blond, und obwohl die Handlungen mehr auf Miss Bankhead zugeschnitten sind, würde es mich nicht wundern, wenn Miss Dietrich den Zuschlag bekäme. Sie hatte noch nie eine anständige Story. Das liegt nicht etwa daran, dass Paramount Marlene vernachlässigt hätte, aber Josef von Sternberg macht sich nun einmal nichts aus ausufernden Geschichten. Bei einem Zuviel an Handlung kann er seine künstlerischen Effekte nicht unterbringen, und die sind ihm wichtiger. Aber Tatsache bleibt, dass das Publikum eine nachvollziehbare und menschliche Tongeschichte vorzieht. Die entzückende Einfachheit, mit der Frank Borzage Bad Girl behandelt hat, sind der beste Beweis. Harvey hat kürzlich eine weitere Story, Prestige, an Pathe verkauft, in der Ann Harding zu sehen sein wird. Und er hat für Miss Bankhead die Drehbuchfassung von The Cheat beendet. Nun hat Paramount ihn für das Drehbuch und die Dialogfassung von Shanghai Express verpflichtet.“

Am Ende wurde Shanghai Express nach Der blaue Engel, Marokko  und Entehrt (in Deutschland in den Verleih gekommen als X 27) Josef von Sternbergs vierter Film mit Marlene Dietrich. Der Film trug so sehr Sternbergs Handschrift, dass er später in Anspruch nahm, das Skript und die Dekorationen selbst geschaffen und auch die Kamera eigenhändig geführt zu haben. Das Drehbuch, das auf einer Kurzgeschichte von Harry Hervey basiert, war eine Arbeit von Jules Furthman, der mit Sternberg bereits bei der Produktion der Filme Die Docks von New York und Marokko zusammengearbeitet hatte.
Die Filmsets stammten von Hans Dreier. Eine Schlüsselrolle kam Kameramann Lee Garmes zu, der für Sternberg bereits Marlene Dietrich bereits in Marokko und Entehrt fotografierte. Für seine Leistung in Shanghai Express wurde er auf der Oscarverleihung 1932 mit dem Oscar/Beste Kamera ausgezeichnet. Bemerkenswert an dem Film sind die Kostüme, die Travis Banton oft in enger Zusammenarbeit mit Dietrich geschaffen hat. Dietrichs Image als geheimnisvolle Fremde, die in weit entfernten Ländern romantische Abenteuer erlebt, wird verstärkt durch eine Serie von spektakulären Outfits und exotischen Kopfbedeckungen, von denen die berühmte Kappe aus schwarzen Hahnenfedern nur eines der bekannteren darstellt.
Den Liebhaber spielte der 44-jährige Brite Clive Brook. Die Rolle der Hu Fei spielte Anna May Wong, die prominenteste sino-amerikanische Schauspielerin jener Zeit, die ihr Leben lang gegen die Restriktionen und die Stereotypisierung ankämpfte, die das damalige Hollywood ihren Rollen auferlegte. Wie bei vielen sogenannten Pre-Code Filmen, also Filmen, die vor dem Inkrafttreten strengerer Zensurregelungen im Jahr 1934 in den Verleih kamen, wurde der Beruf der Heldin mit Offenheit und gewissem Verständnis porträtiert.
Die Aufnahmen für Shanghai Express fanden in den Paramount Studios in Hollywood und in der Umgebung von Los Angeles statt. Die Bahnhöfe der Santa Fe Railroad in San Bernardino und in Chatsworth bei Los Angeles wurden für die Dreharbeiten in chinesische Bahnstationen verwandelt und mit tausend sino-amerikanischen Statisten bevölkert.
Die Uraufführung erfolgte am 12. Februar 1932 im Rialto Theatre, New York, die deutsche Erstaufführung am 11. April 1932 im Mozartsaal, Berlin.
1951 produzierte Paramount mit Peking-Expreß ein Remake unter der Regie von William Dieterle.

## Kinoauswertung
Der Film wurde am 2. Februar 1932 in New York uraufgeführt. Die Produktionskosten beliefen sich auf 851.000 US-Dollar; mit Einnahmen in den USA von 827.000 US-Dollar und Auslandseinnahmen in Höhe von 698.000 US-Dollar spielte der Film insgesamt 1.525.000 US-Dollar ein. Es wurde damit die finanziell erfolgreichste Zusammenarbeit von Sternberg und Marlene Dietrich.

## Auszeichnungen
Der Film ging mit drei Nominierungen in die Oscarverleihung 1932 und gewann in einer Kategorie:
- Oscar/Bester Film – Nominierung
- Oscar/Beste Regie – Josef von Sternberg – Nominierung
- Oscar/Beste Kamera – Lee Garmes – gewonnen

## Genre
China und Südasien waren seit den späten Stummfilmtagen beliebte Regionen für romantische Abenteuer und unheimliche Liebesgeschichten. Greta Garbo erlebte in Wilde Orchideen, der 1928 auf Bali spielte, amouröse Abenteuer, Olga Baclanova ein Jahr später in A Dangerous Woman Vergleichbares in Burma. Jean Harlow und Clark Gable sind Verliebte auf einer Plantage irgendwo in Südostasien in Dschungel im Sturm. Carole Lombard in White Savage und Joan Crawford in Rain strandeten ebenfalls in der weiteren Region. Barbara Stanwyck war eine Missionarin, die in China landet, in The Bitter Tea of General Yen, Ruth Chatterton, damals ein größerer Star bei Paramount als Dietrich, spielte 1931 in The Right to Love ebenfalls eine Missionarin in Asien. Loretta Young und Charles Boyer waren unglücklich Verliebte in Shanghai, Lon Chaney trieb oft im Orient unheimliche Dinge und 1934 war selbst Greta Garbo erneut in China unterwegs, diesmal als Österreicherin in Der bunte Schleier. Auch Hedy Lamarr, eine echte Österreicherin, war in Lady of the Tropics eine unglücklich verliebte sino-französische Dame im kolonialen Vietnam.

## Kritiken
Bis heute überwiegen positive Rezeptionen des Films.
Mordaunt Hall befand in der New York Times

„Es ist mit allergrößter Sicherheit der beste Film, den Josef von Sternberg bisher gedreht hat (...) Miss Dietrich gibt eine beeindruckende Darstellung. Als Lily ist sie verträumt, aber furchtlos. Sie gleitet durch ihre Szenen mit schweren Augenbrauen und dem Paffen von Zigaretten. Sie wägt jedes Wort ab und ist doch nicht zu langsam in ihrem ausländischen Akzent. Erwähnenswert ist auch Clive Brooks Darstellung, selbst wenn er in seinen Unterhaltungen mit Miss Dietrich monoton und manchmal etwas zu hastig spricht. Warner Oland als Mr. Chang ist herausragend und Anna May Wong macht das beste aus ihrer Rolle als mutiges chinesisches Mädchen. Eugene Pallette ist großartig als Sam Salt.“

Ähnlich positiv führte Reclams Filmführer aus:

„Sternberg hat die romantische Abenteuergeschichte mit ungewöhnlichen Kameraeinstellungen und geschickter Montage überspielt. Trotzdem bleibt sie weitgehend nur der Rahmen für Marlene Dietrichs Selbstdarstellung.“

In die Richtung ging auch der film-dienst:

„Romantisches Abenteuer-(Melo-)Drama mit lebendigen Charakteren und atmosphärischer Dichte, die durch den kunstvollen Einsatz von Kamera und Montage noch verstärkt wird.“